# Stiftung Marien-Hospital Erftstadt-Frauenthal

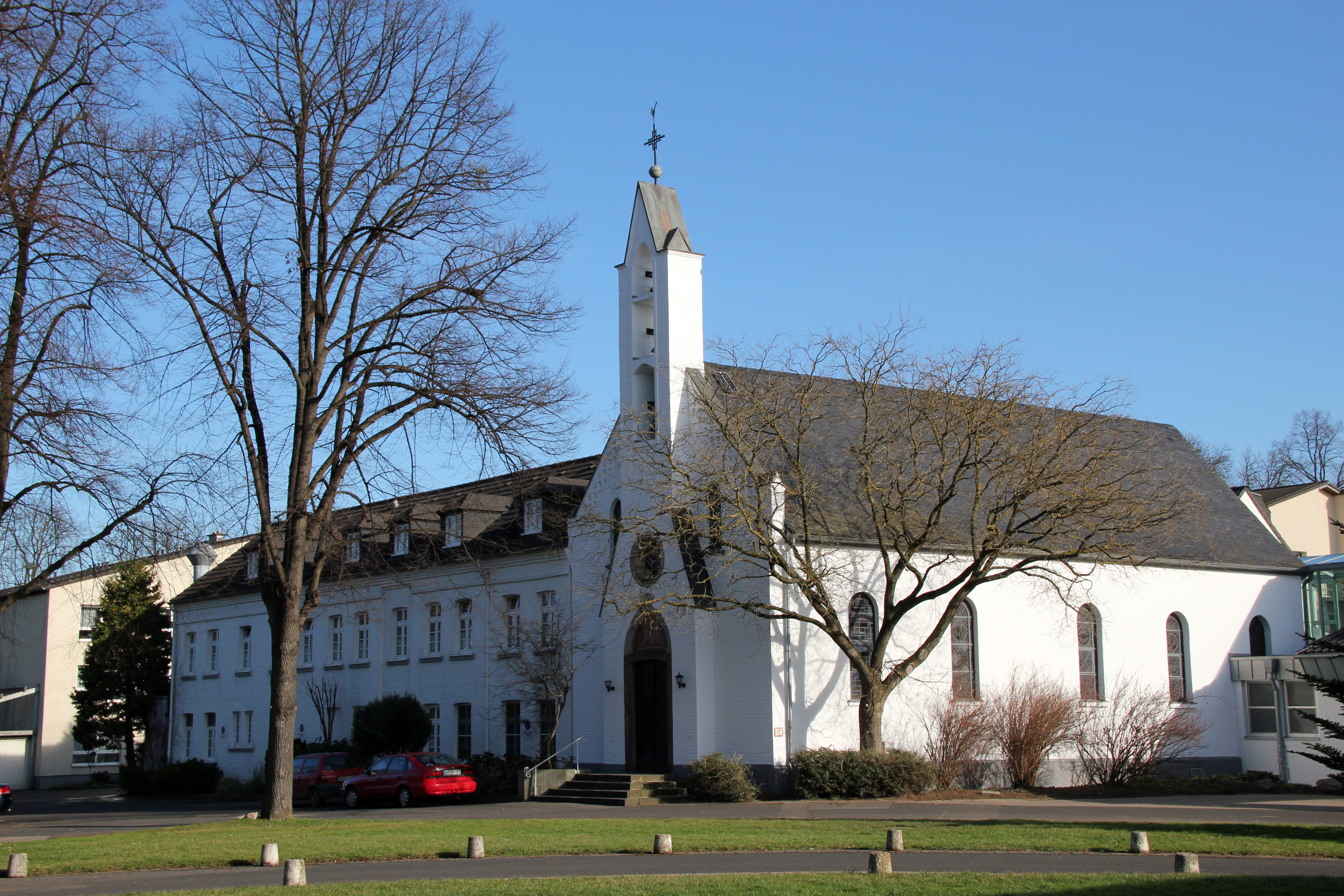
Ehemaliges Hospital mit Kapelle

Die heutige Stiftung Marien-Hospital Erftstadt-Frauenthal, gegründet von den Eheleuten  Adolf (* 26. September 1804 in Lechenich; †  21. März 1877 in Köln) und Helene Münch geb. Offermann (* 1802; †  29. April 1877 in Köln), ehemals auch kurz: Stiftung Münch genannt, geht zurück auf ihre Stiftung zur Einrichtung eines Armenhospitals in Frauenthal. Aus ihr haben sich das heutige Krankenhaus in Erftstadt, das Marienhospital, und weitere Einrichtungen entwickelt.

## Erwerb des Gutes Frauenthal
Im Jahre 1851 kauften die wohlhabenden aber kinderlosen Eheleute Adolf und Helene Münch, Weinhändler aus Köln, den ehemaligen Klosterhof in Frauenthal einschließlich einer restaurierungsbedürftigen Kapelle. Das Ehepaar ließ die Wohn- und Wirtschaftsgebäude wieder aufbauen und die an die anderen Gebäude anstoßende Kapelle, von der nur noch „die massiven Außenmauern und ein durchlöchertes Dach“ erhalten waren, restaurieren, damit dort wieder Gottesdienst stattfinden konnte. Seinen Wunsch nach Messfeiern in der Kapelle bekräftigte das Ehepaar durch eine Messstiftung von 13 Morgen Ackerland. Nach der notariellen Beurkundung dieser Schenkung erfolgte die Genehmigung zum Gottesdienst durch das Generalvikariat in Köln. Am 2. Juli 1861 wurde die Kapelle in Frauenthal auf Wunsch der Eheleute unter dem Titel der unbefleckten Jungfrau Maria eingeweiht.
Im folgenden Jahr ließen die Eheleute Münch am Zufahrtsweg zur Kapelle ein Wegekreuz errichten, das heute unter Denkmalschutz steht.

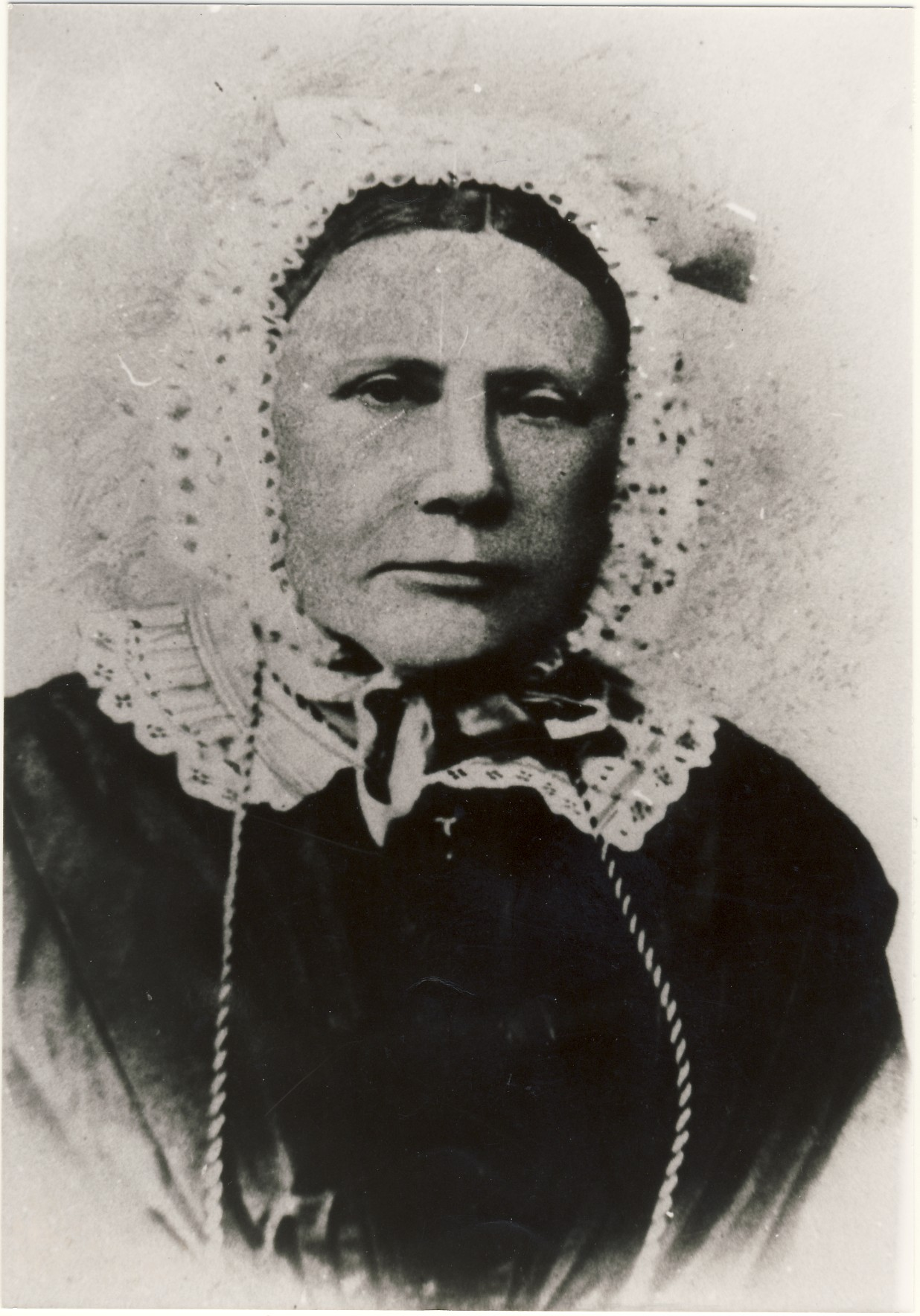
Helene Münch geb. Offermann, Mitstifterin des Marienhospitals
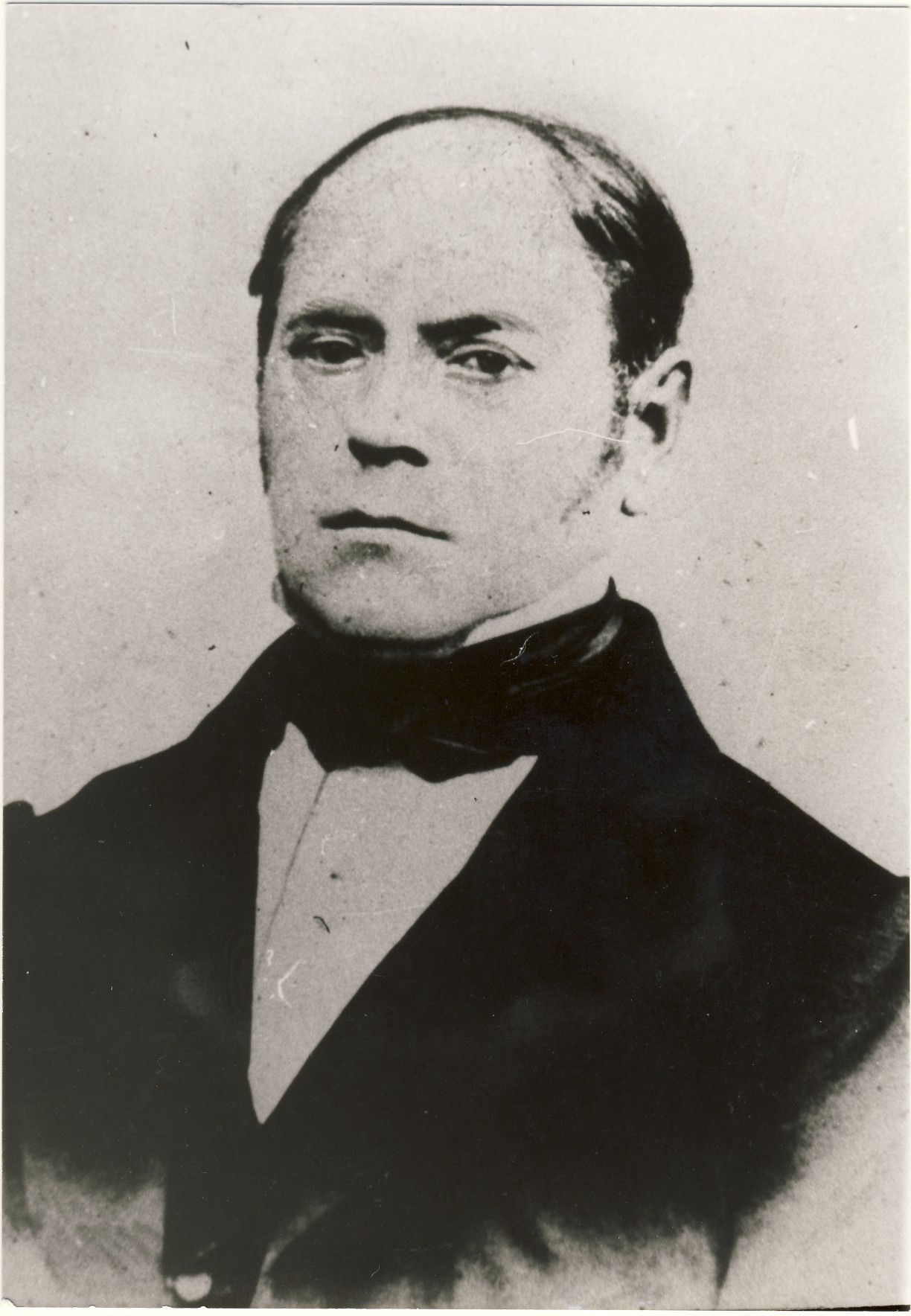
Adolf Münch, Stifter des Marienhospitals in Frauenthal
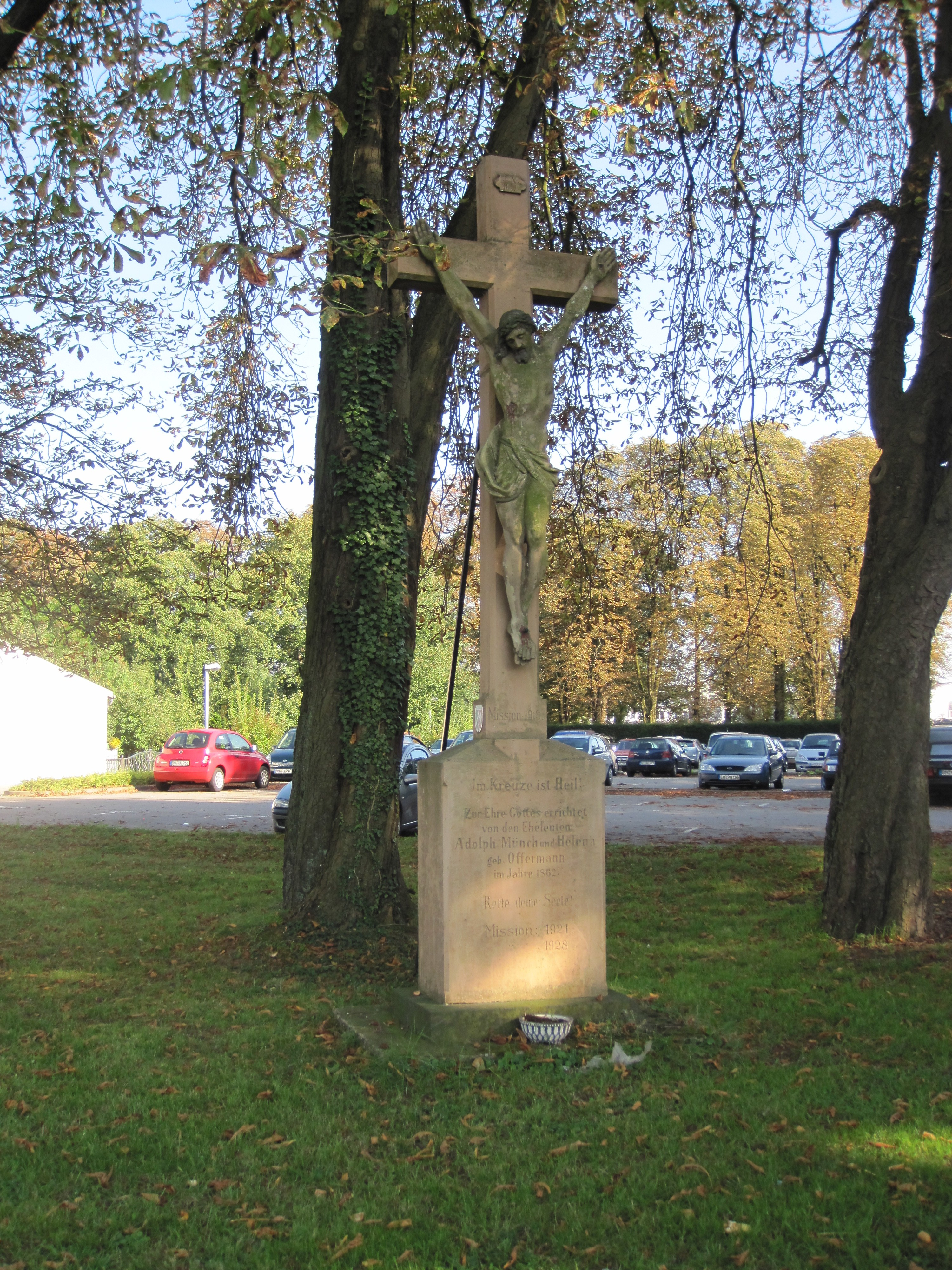
Wegekreuz der Eheleute Münch

## Stiftung des Marienhospitals
In den nächsten Jahren bemühten sich die Eheleute Münch um die Stiftung eines Hospitals für arme Kranke und Gebrechliche der Bürgermeistereien Lechenich und Liblar, um „der Not der hilflosen und mittellosen armen Kranken Abhilfe“ zu schaffen.
In der Stiftungsurkunde vom 24. Dezember 1867 wurden die finanziellen und verwaltungsrechtlichen Grundlagen für das Hospital festgelegt. Die Eheleute übertrugen das „in der Bürgermeisterei Lechenich nahe bei Liblar gelegene Gütchen Frauenthal“ mit allem Zubehör als Eigentum an das von ihnen gestiftete Krankenspital, das „Marien-Spital“. Außerdem stifteten sie ein Kapital von 15000 Talern von dessen Rendite arme Kranke und Gebrechliche aller Konfessionen aus den Bürgermeistereien Lechenich und Liblar unentgeltlich gepflegt werden sollten. In den bereits vorhandenen zur Wohnung und Landwirtschaft dienenden Gebäuden wurde das Hospital eingerichtet und sowohl die zur Pflege aufgenommenen Armen als auch das Pflegepersonal untergebracht. Der Ertrag aus den übertragenen Grundstücken wurde zur Verpflegung der aufgenommenen armen Kranken, des Personals und der mit der Bewirtschaftung der Grundstücke beauftragten Personen sowie zur Lohnzahlung verwendet. Kranke aus anderen Bürgermeistereien mussten angemessene Verpflegungskosten bezahlen.
Die Aufsicht über das Marienhospital und die Verwaltung des Vermögens führte satzungsgemäß ein Verwaltungsrat, dessen Mitglieder aus dem Pfarrer von Lechenich, dem Bürgermeister von Lechenich und weiteren fünf Mitgliedern aus den Orten der beiden Bürgermeistereien bestanden.
In der Genehmigungsurkunde der preußischen Behörde, die keine rein geistlich geführte Anstalt wünschte, war festgelegt, dass das Hospital der bürgerlichen Krankenversorgung dienen sollte. Daher gehörten auch Vertreter der Kommunen zum Verwaltungsrat. Die staatlichen Behörden behielten die Oberaufsicht.
Zu den Aufgaben des Verwaltungsrates gehörte die Aufnahme und Entlassung der Pfleglinge, die Überwachung ihrer Verpflegung im Hospital, die Einstellung eines Belegarztes und der Pflegerinnen. Der Verwaltungsrat, der 1868 zum ersten Mal zusammentrat, bestimmte als Belegarzt Breuer aus Liblar, der auch als Armenarzt dort wirkte. Nach längeren Bemühungen um geeignete Pflegeschwestern hatten die Verhandlungen mit dem Mutterhaus der Vinzentinerinnen in Köln-Nippes Erfolg. Ende 1869 zogen die ersten Ordensschwestern ein, die wegen der Bautätigkeiten ihre Arbeit in der Krankenpflege erst im Sommer 1870 mit den ersten beiden aufgenommenen  Kranken begannen. Auch einige im Krieg 1870–71 verwundete Soldaten wurden für zwei Wochen gepflegt.
Nach Beendigung der Baumaßnahmen wurde der Vertrag zwischen dem Verwaltungsrat und den Vinzentinerinnen wegen Übernahme der Pflege im Marienhospital am 4. Mai 1871 geschlossen.  Darin wurde festgelegt, etwa 9 bis 10 kranke und schwache Personen beiderlei Geschlechtes aufzunehmen, jedoch wegen fehlender Räumlichkeiten keine Kranken mit ansteckenden Krankheiten.
Die Eheleute Münch, die sich verpflichtet hatten, die Unterhaltung der Kapelle weiter zu übernehmen, stifteten 5000 Taler für die Anstellung eines geistlichen Rektors, der die Seelsorge und den Gottesdienst für die im Marienhospital tätigen Schwestern, die aufgenommenen Pfleglinge und die benachbarten Einwohner übernahm. Für ihn wurde ein eigenes Wohnhaus gebaut, das 1871 bezugsfertig war.
Wie dringend der Bedarf an ärztlicher Versorgung und Pflege in dieser Krankenanstalt war, zeigen die erhaltenen  Aufnahmeanträge von Blinden, mittellosen Kranken ohne Bleibe und weiteren Pflegebedürftigen.

## Stiftung und heutiges Marienhospital
Das heutige Marienhospital in Erftstadt-Frauenthal, ein Krankenhaus der Nahversorgung, ist für die Bevölkerung Erftstadts und Umgebung von großer Bedeutung. Es basiert bis heute auf der Stiftung der Eheleute Münch und wird als kirchliches Krankenhaus betrieben. Dem Willen der Stifter entsprechend, wird es nach wie vor von einem Verwaltungsrat geleitet, zu dessen geborenen Mitgliedern der Pfarrer von St. Kilian in Lechenich und der Bürgermeister von Erftstadt als Nachfolger des Bürgermeisters von Lechenich gehören. Die übrigen Mitglieder des Vorstandes werden für eine begrenzte Zeit gewählt.
Im Sinne der Stifter betreibt die Stiftung seit 1995 ein organisatorisch vom Krankenhaus getrenntes  Altenpflegezentrum.
Gemeinsam mit der Hospiz im Rhein-Erft-Kreis gGmbH betreibt die Stiftung seit 2006 das Hospiz Haus Erftaue am Standort von Krankenhaus und Altenpflegezentrum.
Bei der Hochwasserkatastrophe 2021 wurde das Krankenhaus überflutet und stark beschädigt. Am 1. November 2023 erfolgte nach umfassender Sanierung die Wiedereröffnung.

## Gedenken
Das zur Stiftung gehörende Altenpflegezentrum erinnert durch seinen Namen „Münchstift“ an die ursprüngliche Einrichtung eines „Armenspitals“ durch die Eheleute Münch.
Der Zufahrtsweg zum Krankenhaus Frauenthal ist nach den Stiftern „Münchweg“ benannt.